# 本間薬品
本間東邦株式会社（ほんまとうほう、旧商号：本間薬品株式会社）は、かつて存在した主に医薬品・医療機器の卸売りを扱う企業である。東邦薬品株式会社の子会社で共創未来グループの一社であったが、2013年10月1日に東邦薬品に吸収合併された。

## 概要
- 代表取締役会長　本間美雄
- 代表取締役社長　本間利夫
- 代表取締役専務　佐々木秀雄
- 資本金　1億円
- 本社　新潟県新潟市中央区美咲町一丁目23番2号

## 沿革
- 1949年（昭和24年）2月28日 - 本間薬品株式会社設立
- 1968年（昭和43年） - 山形県の「朝日薬品」に酒田営業所を譲渡し山形県内から撤退
- 2000年（平成12年）12月1日 - 「東邦薬品」が資本参加
- 2001年（平成13年）10月1日 - 「東邦薬品」の子会社となり、本間東邦株式会社に商号変更
  - 「東邦薬品」の新潟県における医薬品等の営業を譲渡
- 2008年（平成20年） - 「東邦薬品」の完全子会社となる
- 2009年（平成21年） - 「長岡薬品」を吸収合併
- 2013年（平成25年）10月1日 - 「東邦薬品」に吸収合併され解散。

## 主な取引メーカー
- 第一三共
- 興和
- 鳥居薬品
- 持田製薬
- Meiji Seika ファルマ
- 田辺三菱製薬
- 大塚製薬
- 日本新薬
- 萬有製薬
- アステラス製薬

## 営業所
- 新潟市・佐渡市・長岡市・新発田市・上越市